# ورم شبيه بالكبد
الورم الشبيه بالكبد أو السرطانة الغدية الشبيهة بالكبد أو السرطانة الغدية الكبدية (بالإنجليزية: Hepatoid tumor أو hepatoid adenocarcinoma)‏ عبارة عن مصطلحات لعدد من الأورام غير الشائعة أو النادرة في البشر، وسُمِّيت بهذا للتشابه المرئي بين الخلايا الموجودة تحت المجهر مع تلك الموجودة في سرطانة الخلية الكبدية وهو الشكل الأكثر شيوعًا لسرطان الكبد، يمكن أن تنشأ في عدة أجزاء من الجسم، وبالتالي تشكل أنواعًا فرعية من الأمراض مثل سرطان المعدة وسرطان البنكرياس. تُعرِّف منظمة الصحة العالمية «الورم الشبيه بالكبد» على أنه «سرطانة غدية لها خصائص شكلية مشابهة لسرطانة الخلية الكبدية ينشأ من موقع تشريحي غير الكبد».
في الكلاب قد يشير الورم الشبيه بالكبد إلى ورم الغدة المحيطة بالشرج على أساس تشابه مماثل مع خلايا الكبد السليمة.